# Tlalmorado
Tlalmorado är en ort i Mexiko.   Den ligger i kommunen Atlahuilco och delstaten Veracruz, i den sydöstra delen av landet, 230 km öster om huvudstaden Mexico City. Tlalmorado ligger 1 921 meter över havet och antalet invånare är 135.
Terrängen runt Tlalmorado är kuperad västerut, men österut är den bergig. Runt Tlalmorado är det ganska tätbefolkat, med 93 invånare per kvadratkilometer. Närmaste större samhälle är Orizaba, 19,2 km norr om Tlalmorado. I omgivningarna runt Tlalmorado växer i huvudsak blandskog.